# Sieben-Täler-Höhle
Die Sieben-Täler-Höhle (Siebentäler Höhle) oder auch Niedernauer Höhle im Katzenbachtal zwischen Weiler und Bad Niedernau gilt als größte Höhle im Landkreis Tübingen.

## Beschreibung
Die Höhle liegt in einem ehemaligen Kalksteinbruch, der früher zur Katzenbacher Ziegelhütte (Katzenbacher Kalkofen) gehörte. Die Sieben-Täler-Höhle ist eine naturbelassene Höhle im Muschelkalk, auf der Gemarkung Weiler. Die Entstehungszeit der Kalkablagerungen wird auf etwa 215 Millionen Jahren geschätzt. Als langer schlanker Gang durchschneidet sie den Fels. Die Sieben-Täler-Höhle ist eine sehr enge, teilweise schlammige und stellenweise Wasser führende Höhle. Ihr Eingang ist weniger als einen Meter hoch. Danach öffnet sie sich und ist als langer schmaler Gang mit nordwestlicher Orientierung zunächst problemlos zu erkunden. Es gibt rechts eine Abzweigung, die jedoch nur wenige Meter lang ist und nicht mit dem Hauptgang verwechselt werden kann. Im weiteren Verlauf muss dann geklettert und gekrabbelt werden. Die Höhle ist durch Auswaschung von Regenwasser entstanden, das von oben durch Risse und Spalten gesickert ist und nach und nach den Höhlenverlauf entlang von Klüften gebildet hat.

## Naturschutz
Die Höhle unterliegt als ausgewiesenes Naturdenkmal besonderen Schutzbestimmungen. Sie ist vom 15. April bis 15. November geöffnet, danach wird das Eingangsgitter zum Schutz der dort lebenden Fledermäuse geschlossen. Im vorderen Eingangsbereich finden sich viele Insekten, die dem Höhlenleben angepasst sind. Die Höhle ist nicht beleuchtet und nicht gesichert. Um Verrußungen zu vermeiden, wird darum gebeten, die Höhle nur mit elektrischem Licht, nicht aber mit Kerzen oder Fackeln zu betreten.

## Wegbeschreibung
Von Tübingen nach Rottenburg am Neckar Richtung Weiler. Kurz hinter Weiler (Richtung Hirrlingen) rechts in Richtung Katzenbach. Dort findet sich links, nach ungefähr 250 Meter, ein Wanderparkplatz. Gegenüber auf einer Weggabelung findet man eine große Wanderkarte mit der Geschichte Weilers und der Gegend. Dem Wanderweg hinab (linker Weg) ins Tal folgen, dann an der Katzenbacher Ziegelhütte rechts abbiegen und dem Katzenbach entlang in seiner Fließrichtung einige hundert Meter folgen. Die Höhle befindet sich rechter Hand etwa zehn Meter vom Weg entfernt und etwa 2,5 Meter höher als der Katzenbach gelegen, an einem unauffälligen überkrauteten Natursteinbruch. Die Höhle war 2009 mit einem stark verwitterten Holzschild gekennzeichnet.
Mittlerweile ist ein neues Schild von der Ortschaft Weiler direkt am Weg angebracht worden. Darauf ist neben einer Beschreibung der Höhle auch ein Höhlenplan und eine Darstellung der in der Höhle lebenden Fledermäuse abgedruckt.